# Victor Lagrange
Pour les articles homonymes, voir Lagrange.
Victor Lagrange est un homme politique français né le 3 janvier 1845 à Dijon (Côte-d'Or) et décédé le 16 août 1894 à Vichy (Allier).

## Biographie
Ouvrier typographe au journal "le progrès de la Côte-d'Or", il devient le gérant du journal. Il s'installe ensuite à Lyon, où il continue une carrière de journaliste.  
Conseiller municipal de Lyon, il est député du Rhône de 1881 à 1893, inscrit au groupe de la Gauche radicale. 
Il est inhumé au cimetière nouveau de la Guillotière

## Sources
- « Victor Lagrange », dans Adolphe Robert et Gaston Cougny, Dictionnaire des parlementaires français, Edgar Bourloton, 1889-1891 [détail de l’édition]
- « Victor Lagrange », dans le Dictionnaire des parlementaires français (1889-1940), sous la direction de Jean Jolly, PUF, 1960 [détail de l’édition]